# Classe Minegumo
La classe Minegumo est la dernière classe de destroyers de lutte anti-sous-marine de la Force maritime d'autodéfense japonaise construite durant les années 1960.

## Service
- Le JDS Minegumo a été reclassé en navire école en 1997 et mis hors service en 1999.
- Le JDS Natsugumo a été reclassé en navire école en 1997 et mis hors service en 1999.
- Le JDS Murakamo a été reclassé en navire école en 1997 et mis hors service en 2000.

## Conception
La classe Minegumo, dérivée de la classe Yamagumo, a été équipée du nouveau drone-hélicoptère DASH QU-50D. Quand la production des drones a cessé, les destroyers de classe Minegumo ont reçu le système de missiles anti-sous-marins ASROC à partir de 1979-1982.

## Les bâtiments
| N° coque        | Nom           | Lancement        | Service effectif | Chantier                 | Port d'attache | Photo |
| --------------- | ------------- | ---------------- | ---------------- | ------------------------ | -------------- | ----- |
| DDK-116 TV-3508 | JDS Minegumo  | 16 décembre 1967 | 21 août 1969     | Mitsui Shipyard Tamano   |                |       |
| DDK-117 TV-3509 | JDS Natsugumo | 25 juillet 1968  | 25 avril 1969    | Sumitomo Shipyard Uraga  |                |       |
| DDK-118 TV-3511 | JDS Murakumo  | 15 novembre 1969 | 21 août 1970     | Maizuru Shipyard Maizuru |                |       |